# Teorema de Dirichlet sobre progressões aritméticas

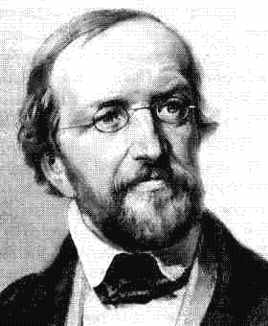
Johann Peter Gustav Lejeune Dirichlet.

O teorema de Dirichlet sobre progressões aritméticas é um resultado da teoria analítica dos números demonstrado pelo matemático Johann Dirichlet.
Este teorema sobre a distribuição dos números primos em {\displaystyle \mathbb {N} }, foi conjecturado por Gauss e finalmente demonstrado em 1837 por Dirichlet, nome pelo qual é atualmente conhecido.
O primeiro teorema de convergência de séries de Fourier, devido a Dirichlet, apareceu em 1829 e se refere à funções monótonas em trechos. Por ele começamos primeiro com uns comentários sobre estas funções. Uma função monótona e cotada em um intervalo [a, b] é integrável
e tem limites laterais finitos em cada ponto. Se estes limites não coincidem a função terá uma descontinuidade com um salto finito. A soma dos saltos não pode ser maior que a diferença dos valores da função nos extremos do intervalo, de modo que o conjunto de descontinuidades com salto maior que 1/n é finito e, portanto, o conjunto de descontinuidades é no máximo numerável. As mesmas propriedades serão certas para uma função monótona em trechos, ou seja, aquela que é monótona em uma quantidade finita de intervalos que unidos dão o intervalo original.

## Enunciado
Seja {\displaystyle a_{1},\,b\in \mathbb {N} \;/\;\operatorname {mdc} (a_{1},\;b)=1} então a progressão aritmética {\displaystyle a_{n}=a_{1}+b\cdot (n-1)} contém infinitos números primos. (conforme Dirichlet)

## Demonstração
A demonstração do teorema utiliza as propriedades de certas funções multiplicativas (conhecidas como funções L de Dirichlet) e vários resultados sobre aritmética de números complexos e é suficientemente complexa para que alguns textos clássicos de teoria dos números decidam excluí-la de seu repertório de demonstrações. Para evitar fazer uma leitura demasiado densa, neste artigo se excluiu da demonstração alguns corolários intermediários que aparecem marcados como [AD]. A demonstração completa, junto com os corolários excluídos aqui, podem ser encontrados no artigo de González de la Hoz.
Seja {\displaystyle G} um grupo comutativo finito de ordem {\displaystyle h} e elemento unitário {\displaystyle e}.

Um caráter sobre {\displaystyle G} é uma função {\displaystyle \chi \in \mathbb {C} \;/\;\chi \neq 0,\;\chi (u\cdot v)=\chi (u)\cdot \chi (v)\;\forall u,v\in G}
Um caráter sobre {\displaystyle G} tem uma série de propriedades importantes para nossa demonstração:
1. Dado que tanto a inversa de um caráter sobre {\displaystyle G} como o produto dos caráteres sobre {\displaystyle G} é também um caráter sobre {\displaystyle G}, o conjunto de caráteres sobre {\displaystyle G} forma um grupo comutativo com a multiplicação.
Isto permite definir o caráter principal do grupo {\displaystyle G} que se define como a função {\displaystyle \chi _{0}\;/\;\chi _{0}(u)=1\;\forall u\in G}. O caráter principal é portanto o elemento unidade do grupo definido pelo conjunto de caráteres sobre {\displaystyle G}.
2. Como {\displaystyle \chi (e)=1} e dado que a ordem de um elemento divide a ordem do grupo, então {\displaystyle \forall u\in G\;(\chi (u))^{h}=\chi (u^{h})=\chi (e)=1}, o que implica que {\displaystyle \mid \chi (u)\mid =1}.
Dado que o número de raízes do elemento unitário de ordem {\displaystyle h} é como máximo {\displaystyle h}, o número de carateres {\displaystyle c} é finito, sendo o valor {\displaystyle h^{h}} uma cota superior de {\displaystyle c}.
Por outra parte {\displaystyle \forall u\in G,\;u\neq e} existe um caráter {\displaystyle \chi \;/\;\chi (u)\neq 1} ([AD]). Por ele, e se representa mediante {\displaystyle \sum _{G}a_{\chi }\,} a soma do valor {\displaystyle a_{\chi }} associado a cada um dos diferentes caráteres do grupo {\displaystyle G}, se tem estas propriedades adicionais ([AD]):
3. {\displaystyle \forall u\in G{\mbox{ se tem que: }}} {\displaystyle \sum _{G}\chi (u)={\begin{cases}c&si\;u=e\\0&si\;u\neq e\end{cases}}}{\displaystyle \quad {\mbox{ onde }}c=\sum _{G}1}
4. {\displaystyle \forall u\in G{\mbox{ se tem que: }}} {\displaystyle \sum _{u\in G}\chi (u)={\begin{cases}h&si\;\chi =\chi _{0}\\0&si\;\chi \neq \chi _{0}\end{cases}}}{\displaystyle \quad {\mbox{ onde }}h{\mbox{ é a ordem de }}G{\mbox{ sendo }}c=h}
5. {\displaystyle \forall u,v\in G{\mbox{ determina que: }}} {\displaystyle {\frac {1}{h}}\sum _{\chi }{\frac {\chi (u)}{\chi (v)}}={\begin{cases}1&si\;u=v\\0&si\;u\neq v\end{cases}}}
6. {\displaystyle \forall \chi _{1},\chi _{2}\in G{\mbox{ determina que: }}} {\displaystyle {\frac {1}{h}}\sum _{u\in G}{\frac {\chi _{1}(u)}{\chi _{2}(u)}}={\begin{cases}1&si\;\chi _{1}=\chi _{2}\\0&si\;\chi _{1}\neq \chi _{2}\end{cases}}}
Dado um {\displaystyle q\in \mathbb {N} }, se definem os carateres {\displaystyle \chi } do grupo {\displaystyle G=Z_{q}^{*}} definido como as classes de congruência módulo {\displaystyle q} de números coprimos com {\displaystyle q}.
O grupo {\displaystyle G} tem {\displaystyle \phi (q)} elementos, e o podemos representar por {\displaystyle G=\lbrace a_{1},a_{2},a_{3},...,a_{\phi (q)}\rbrace } onde os diferentes {\displaystyle a_{i}} são os representantes da classe de congruência que obedecem a condição {\displaystyle 0<a_{j}<q}, e neste contexto se definem as funções estendidas dos caracteres {\displaystyle \chi } de {\displaystyle G} da seguinte maneira:
{\displaystyle \chi (n)={\begin{cases}\chi (a_{i})&\mathrm {si} \;n\equiv a_{i}{\pmod {q}}\\0&\mathrm {si} \;\operatorname {mcd} (n,q)>1\end{cases}}}
Estas funções se denominam caracteres de Dirichlet módulo q e são completamente multiplicativas. Existem {\displaystyle \phi (q)} funções deste tipo e uma delas: {\displaystyle \chi _{0}(n)={\begin{cases}1&\mathrm {si} \;n\equiv a_{i}{\pmod {q}}\\0&\mathrm {si} \;\operatorname {mcd} (n,q)>1\end{cases}}} se denomina caráter principal de Dirichlet.
Estes carateres tem algumas propriedades significativas (derivadas das propriedades dos carateres de um grupo que vimos antes):
7. {\displaystyle \sum _{n(\mathrm {\;mod\;} q)}\chi (n)={\begin{cases}\phi (q)&\mathrm {si} \;\chi =\chi _{0}\\0&\mathrm {si} \;\chi \neq \chi _{0}\end{cases}}}
8. {\displaystyle \sum _{n(\mathrm {\;mod\;} q)}\chi (u)={\begin{cases}\phi (q)&\mathrm {si} \;u\equiv 1{\pmod {q}}\\0&\mathrm {si} \;u\not \equiv 1{\pmod {q}}\end{cases}}}
9. {\displaystyle \forall a\in \mathbb {N} \;/\;\operatorname {mcd} (a,\;q)=1{\mbox{ se tem que: }}} {\displaystyle \sum _{n(\mathrm {\;mod\;} q)}{\frac {\chi (u)}{\chi (a)}}={\begin{cases}\phi (q)&\mathrm {si} \;u=a\\0&\mathrm {si} \;u\neq a\end{cases}}}

Neste ponto se deve introduzir o seguinte definição:
Uma função-L de Dirichlet é uma função da forma

{\displaystyle L(s,\chi )=\sum _{n=1}^{\infty }{\frac {\chi (n)}{n^{s}}}}
onde {\displaystyle s\in \mathbb {C} } e {\displaystyle \chi } é um caráter de Dirichlet.
Os valores de {\displaystyle \chi } são periódicos, o que implica que a série {\displaystyle L(s,\,\chi )} converge absolutamente para {\displaystyle \Re (s)>1} e uniformemente para {\displaystyle \Re (s)>1+\varepsilon ,\quad \forall \varepsilon >0.}
Além disso, como os coeficientes são completamente multiplicativos, a série admite a seguinte expressão:
{\displaystyle L(s,\chi )=\prod _{p}\left(1-{\frac {\chi (p)}{p^{s}}}\right)^{-1}}
Quando {\displaystyle \Re (s)>1} A função-L de Dirichlet tem as seguintes propriedades ([AD]):
1. {\displaystyle L(s,\chi )\neq 0}
2. {\displaystyle L(s,\chi _{0})=\zeta (s)\cdot \prod _{p\mid q}\left(1-{\frac {1}{p^{s}}}\right)}
3. {\displaystyle {\frac {L^{\prime }(s,\chi )}{L(s,\chi )}}=-\sum _{n=1}^{\infty }{\frac {\chi (n)\Lambda (n)}{n^{s}}}}
4. {\displaystyle \ln(L(s,\chi ))=\sum _{p}{\sum _{m=1}^{\infty }{\frac {1}{m}}{\frac {(\chi (p))^{m}}{p^{m\cdot s}}}}}

Da igualdade {\displaystyle L(s,\chi _{0})=\zeta (s)\cdot \prod _{p\mid q}\left(1-{\frac {1}{p^{s}}}\right)} e as propriedades da função {\displaystyle \zeta } se deduz que a função {\displaystyle L(s,\chi _{0})} é analítica no semiplano complexo {\displaystyle \Re (s)>0} a exceção de um polo em {\displaystyle s=1}, cujo resíduo é {\displaystyle \prod _{p\mid q}\left(1-{\frac {1}{p}}\right)={\frac {\phi (q)}{q}}}.
Como consequência disto, podemos afirmar que {\displaystyle L(s,\chi _{0})=f(s)+{\frac {\phi (q)/q}{s-1}}}, onde {\displaystyle f} é analítica e não tem singularidades em {\displaystyle \Re (s)>0}, de modo que a função expressa por {\displaystyle {\frac {L^{\prime }(s,\chi )}{L(s,\chi )}}={\frac {f^{\prime }(s)-{\frac {\phi (q)/q}{(s-1)^{2}}}}{f(s)+{\frac {\phi (q)/q}{s-1}}}}={\frac {(s-1)^{2}f^{\prime }(s)-\phi (q)/q}{(s-1)f(s)-\phi (q)/q}}{\frac {1}{s-1}}} tem também um polo em {\displaystyle s=1} com resíduo {\displaystyle -1}.
Por outra parte, toda função-L de Dirichlet {\displaystyle L(s,\chi )} com {\displaystyle \chi \neq \chi _{0}} é analítica e não apresenta singularidades na zona {\displaystyle \Re (s)>0} ([AD]).
E para {\displaystyle k>0} se tem ([AD]) que
{\displaystyle \sum _{p=a{\pmod {q}}}{\frac {\ln(p)}{p^{k}}}=\sum _{n=a{\pmod {q}}}{\frac {\Lambda (n)}{n^{k}}}-O(1)}
o qual também se pode expressar como:
Esta expressão é chave para a demonstração do teorema de Dirichlet, pois podemos concluir que o teorema é correto se o primeiro termo do segundo membro diverge quando os restantes termos permanecem dentro de uns limites.
Como se obedece que {\displaystyle L(1,\chi )\neq 0} quando {\displaystyle \chi \neq \chi _{0}} a seguinte expressão:
obtêm um valor finito e, como vimos, dado que {\displaystyle {\frac {1}{\chi _{0}(a)}}{\frac {L^{\prime }(k,\chi _{0})}{L(k,\chi _{0})}}={\frac {L^{\prime }(k,\chi _{0})}{L(k,\chi _{0})}}}
tem um polo em {\displaystyle s=1} com resíduo {\displaystyle -1} resulta que
{\displaystyle \lim _{k\rightarrow 1^{+}}{\frac {L^{\prime }(k,\chi _{0})}{L(k,\chi _{0})}}=-\infty }
o que implica que:
o que prova o teorema.